# 어도비 파이어웍스
어도비 파이어웍스(영어: Adobe Fireworks, 이전 이름: 매크로미디어 파어어웍스/Macromedia Fireworks)는 비트맵 및 벡터 그래픽 편집 소프트웨어이다. 원래 매크로미디어가 xRes의 일부로 이용하기 위해 개발됐다. 웹사이트 프로토타입 및 애플리케이션 인터페이스를 빠르게 만들기 위해 웹 디자이너에 초점을 맞춤에 따라 어도비가 2005년에 매크로미디어를 인수하였다. 드림위버와 플래시와 같은 다른 이전 매크로미디어 제품과 쉽게 통합할 수 있게 설계됐다. 어도비 크리에이티브 제품군에 포함되어 있지만 단독 제품으로 구매할 수도 있다. 이전 버전은 매크로미디어 스튜디오에 포함됐다. 이후 출시된 어도비 크리에이티브 클라우드 제품군에는 포토샵, 일러스트레이터 등의 제품과 기능중복 문제로 포함되지 않았다. 현재는 어도비 크리에이티브 클라우드에서 시험버전을 무료로 다운로드하여 사용할 수 있다.

## 버전 역사
- 1998년: 매크로미디어 파이어웍스
- 1999년: 매크로미디어 파이어웍스 2
- 2000년: 매크로미디어 파이어웍스 3
- 2001년: 매크로미디어 파이어웍스 4
- 2002년: 매크로미디어 파이어웍스 6 즉, 매크로미디어 파이어웍스 MX
- 2004년: 매크로미디어 파이어웍스 7 즉, 매크로미디어 파이어웍스 MX 2004
- 2005년: 매크로미디어 파이어웍스 8
- 2007년: 어도비 파이어웍스 9 즉, 어도비 파이어웍스 CS3
- 2008년: 어도비 파이어웍스 10.0 즉, 어도비 파이어웍스 CS4
- 2010년: 어도비 파이어웍스 11.0 즉, 어도비 파이어웍스 CS5
- 2011년: 어도비 파이어웍스 11.1 즉, 어도비 파이어웍스 CS5.1
- 2012년: 어도비 파이어웍스 CS6

## 같이 보기
- 어도비 크리에이티브 클라우드